# Zoltán Szathmáry
Zoltán Szathmáry (Nikšić, Montenegro toenmalig Oostenrijk-Hongarije, 12 augustus 1909 - Horn, 1975) was een Oostenrijks-Hongaarse kunstschilder, graficus en boekbandontwerper.
Hij volgde opleidingen aan de academies voor beeldende kunsten in Boedapest en Amsterdam. Wanneer hij zich in Nederland vestigde is niet bekend, wel dat hij  leerlingdrukker werd bij I.H.V.A. te Amsterdam (sinds 1930) daarna tekenaar bij drukkerij Luii & Co. (sinds 1933).
Daarna had hij een eigen reclamebureau in Amsterdam, eerst op de Amstelkade 50 en vervolgens op de Olympiaweg 82 en maakte daar naast andere reclameopdrachten een aantal boekbandontwerpen voor diverse uitgevers. Bekend van hem zijn affiche-ontwerpen voor Amstel Bockbier, Amstel Flora Bloemententoonstelling, Ro-Ba-To Banketbakkerstentoonstelling, Moederdag-Bloemendag en Bond Westland 50 jaar. Hij nam met twee affiches (een voor Philips en een voor Koffie HAG) deel aan een tentoonstelling over reclamekunst in het Stedelijk Museum te Amsterdam.
- Nederlandse Thesaurus van Auteursnamen: 122121171
- RKD-Nederlands Instituut voor Kunstgeschiedenis: 109427
- Virtual International Authority File: 287622652
- WorldCat: E39PBJtX3hQvJT6kttdWQXPCwC